# На века (альбом)
«На века́» — дебютный студийный альбом российской поп-рок-группы «Корни», выпущенный 10 декабря 2003 года.

## Отзывы
Альбом получил негативную оценку от Алексея Мажаева из музыкального журнала Play. По мнению критика, по итогам работы продюсера Игоря Матвиенко с выпускниками проекта «Фабрика звёзд» все хиты получила группа «Фабрика», в то время как дебютный альбом группы «Корни» может быть интересен только юным фанаткам реалити-шоу, которые приобретут его, чтобы «с замиранием сердца перебирать фотографии» «смазливых» участников коллектива в буклете. Из положительных моментов Мажаев отметил соавторство участников группы в большинстве композиций и их «вдохновенное исполнение», однако, по его мнению, это не спасает пластинку, состоящую из «нуднейшей любовной лирики» и «жеманной приторной музыки». Единственным достойным треком автор назвал «5000 тонн света», оценив её «бойкую электронную аранжировку».

### «Изумрудные брови»
Текст песни «Ты узнаешь её», в особенности строка «И её изумрудные брови колосятся под знаком луны», вызвал недоумение у многих слушателей своей кажущейся абсурдностью. Смысл непонятных метафор автор песни Павел Жагун разъяснил в своей книге «Я выбираю тебя». Знаменитые «изумрудные брови» он объяснил следующим образом:
«И её изумрудные брови колосятся под знаком луны» (лирический герой видит будущую возлюбленную в природных явлениях, он предчувствует её появление, находит её образ в пейзажах, слышит голос в шорохе подлунных листьев и тд.)
Жагун также рассказал, что ритм и размер песни навеяны стихотворением Осипа Мандельштама «Только детские книги читать».

## Список композиций
1. Ты узнаешь её (муз. И. Матвиенко — сл. П. Жагун)
2. Это ты объявила войну (муз. И. Матвиенко — сл. М. Андреев)
3. 5000 тонн света (муз. И. Матвиенко — сл. М. Андреев, П. Артемьев)
4. Плакала берёза (муз. И. Матвиенко — сл. М. Андреев, П. Артемьев)
5. Только я и ты (муз. и сл. — А. Кабанов, А. Асташёнок)
6. Догоняй (муз. А. Асташёнок — сл. Д. Толстов)
7. А мне бы голубем (муз. и сл. — П. Артемьев)
8. Изо льда (муз. и сл. — А. Кабанов)
9. Чат (муз. и сл. — А. Кабанов)
10. Разлюби и забудь (муз. А. Кабанов — сл. М. Кабанов)
11. Позови меня (муз. И. Полонский — сл. К. Арсеньев)
12. Девчонки, рокеры и один DJ (муз. И. Матвиенко — сл. К. Арсеньев)
13. Я теряю корни — кавер Skunk Anansie — Hedonism (муз. Л. Арран — сл. П. Артемьев)
14. Куда глаза глядят (муз. С. Рэмин, Т. Велона, И.Матвиенко — сл. К.Арсеньев)
15. На века (муз. и сл. — П. Артемьев)
16. Закрыть глаза (муз. А. Асташёнок — сл. А. Асташёнок, П. Артемьев)
17. С днём рождения, Вика (муз. и сл. — А. Асташёнок)
18. Я прошу звёзды (муз. и сл. — А. Асташёнок)
19. Новый рассвет (муз. и сл. — А. Асташёнок)
20. We Will Rock You — кавер Queen (муз. и сл. — Б. Мэй)
21. С новым годом, люди! (муз. И. Матвиенко — сл. И. Матвиенко, П. Артемьев)

## Участники записи
Исполнение:
- Павел Артемьев — бас-гитара, вокал
- Александр Асташёнок — гитара, вокал
- Александр Бердников — вокал
- Алексей Кабанов — клавишные, вокал